# Tridactyle scottellii
Tridactyle scottellii är en orkidéart som först beskrevs av Alfred Barton Rendle, och fick sitt nu gällande namn av Rudolf Schlechter. Tridactyle scottellii ingår i släktet Tridactyle och familjen orkidéer. Inga underarter finns listade i Catalogue of Life.